# Mambusao
Mambusao is een gemeente in de Filipijnse provincie Capiz op het eiland Panay. Bij de laatste census in 2007 had de gemeente ruim 37 duizend inwoners.

## Geografie

### Bestuurlijke indeling
Mambusao is onderverdeeld in de volgende 26 barangays:
| - Atiplo - Balat-an - Balit - Batiano - Bating - Bato Bato - Baye - Bergante - Bunga - Bula - Bungsi - Burias - Caidquid | - Cala-agus - Libo-o - Manibad - Maralag - Najus-an - Pangpang Norte - Pangpang Sur - Pinay - Poblacion Proper - Poblacion Tabuc - Sinondojan - Tugas - Tumalalud |

## Demografie
Mambusao had bij de census van 2007 een inwoneraantal van 37.498 mensen. Dit zijn 705 mensen (1,9%) meer dan bij de vorige census van 2000. De gemiddelde jaarlijkse groei komt daarmee uit op 0,26%, hetgeen lager is dan het landelijk jaarlijks gemiddelde over deze periode (2,04%). Vergeleken met de census van 1995 is het aantal mensen met 1.866 (5,2%) toegenomen.

De bevolkingsdichtheid van Mambusao was ten tijde van de laatste census, met 37.498 inwoners op 136,91 km², 273,9 mensen per km².

## Geboren in Mambusao
- Cornelio Villareal (11 september 1904), politicus (overleden 1992);